# Sarawak-Kammer
Die Sarawak-Kammer (engl. Sarawak Chamber) ist eine große Kammer im Verlauf der Good-Luck-Höhle (malaysisch Gua Nasib Bagus), die im Gunung-Mulu-Nationalpark in Malaysia im Bundesstaat Sarawak auf der Insel Borneo gelegen ist. Die Sarawak-Kammer gilt als der weltweit größte unterirdische Raum. Sie wird von einem unterirdischen Zufluss des Flusses Melinau Paku durchflossen, der wiederum in den Baram mündet.

## Entdeckung
Die Kammer wurde im Januar 1981 von den drei englischen Höhlenforschern Andy Eavis, Dave Checkley und Tony White entdeckt, als sie den Dschungel des Gunung-Mulu-Nationalparks in Sarawak im Norden Borneos im Rahmen einer Expedition unter der Leitung von Ben Lyon erkundeten. Sie fanden einen Abschnitt mit 700 Meter Länge, 400 Meter Breite und mindestens 70 Meter Höhe und gaben ihm den Namen Sarawak Chamber.  Diese Hohlraum ist größer als der größte bis dahin bekannte unterirdische Raum, der Big Room im Carlsbad-Caverns-Nationalpark, New Mexico.

## Geologie
Die Kammer beruht auf einer Hebung des Bodens vor 2 bis 5 Millionen Jahren und der Verkarstung des weichen Kalksteins, verbunden mit den für den umliegenden tropischen Regenwald typischen starken Niederschlägen.

## Referenzen
- Reader’s Digest Ltd.: Facts and Fallacies. (Stories of the Strange & Unusual). Reader’s Digest, Sydney NSW 1989, ISBN 0-86438-087-9, S. 14–15.
- Donald Dale Jackson: Underground Worlds (= Planet Earth.). Time Life Books, Alexandria VA 1985.
- George W. Stone: Extreme Earth. Collins, London 2003, ISBN 0-00-716392-4, S. 78–79.
- Zampano: Mark Z. Danielewski's House of leaves. With Introduction and Notes by Johnny Truant. 2nd edition. Pantheon Books, New York NY 2000, ISBN 0-375-42052-5, S. 125.